# Vlag van Puerto Rico
De vlag van Puerto Rico werd officieel goedgekeurd op 6 februari 1952. De vlag heeft vijf horizontale strepen in rood en wit, afgewisseld met een blauwe driehoek aan de kant van de vlaggenmast met daarin een witte vijfpuntige ster.
De oorsprong van de huidige vlag is terug te voeren op de "Revolutionaire vlag van Lares" van dr. Bedacht door Ramón Emeterio Betances en geborduurd door Mariana Bracetti. Deze vlag werd gebruikt tijdens de kortstondige opstand, bekend als "El Grito de Lares", tegen de Spaanse dominantie op het eiland.
Juan de Mata Terreforte, een veteraan van "El Grito de Lares" en vicepresident van het Puerto Ricaanse Revolutionaire Comité in New York, adopteerde de vlag van Lares als de vlag van Puerto Rico tot 1892, toen het huidige ontwerp, gemodelleerd naar de vlag van Cuba werd onthuld en aanvaard door de commissie. De nieuwe vlag werd voor het eerst getoond op 24 maart 1897 in Puerto Rico tijdens de staatsgreep van Yauco. Het gebruik en de weergave van de Puerto Ricaanse vlag was verboden en de enige vlaggen die in Puerto Rico mochten worden getoond waren de vlag van Spanje (1492 tot 1898) en de vlag van de Verenigde Staten (1898 tot 1952).
In 1952 nam het Gemenebest van Puerto Rico hetzelfde vlagontwerp aan dat in 1892 door het Revolutionaire Comité werd onthuld als de officiële vlag, zonder de kleurschakeringen te specificeren. De kleur van de driehoek van de vlag die door de regering van Luis Muñoz Marín werd gebruikt, was donkerblauw zoals gebruikt in de vlag van de Verenigde Staten, in plaats van het oorspronkelijke lichtere blauw. Dit veroorzaakte een politieke controverse. In 1995 vaardigde de regering van Puerto Rico een verordening uit met betrekking tot de Puerto Ricaanse vlag, waarin werd gespecificeerd welke kleuren voor de vlag moesten worden gebruikt, maar niet de tinten. Het is dan ook niet ongebruikelijk om de Puerto Ricaanse vlag in verschillende blauwtinten op het eiland te zien wapperen. Er waren verschillende Puerto Ricaanse vlaggen aan boord van de spaceshuttle Discovery tijdens zijn vlucht naar de ruimte op 15 maart 2009.

## Eerste vlaggen gebruikt in Puerto Rico

Kapiteinsvaandel van de schepen van Columbus

De introductie van een vlag in Puerto Rico dateert uit de tijd dat Christoffel Columbus landde met de vlag die hem door de Spaanse Kroon was toegekend om het eiland op te eisen. Columbus noemde het eiland "San Juan Bautista" in naam van Spanje. Op 12 oktober 1492 noteerde Columbus in zijn dagboek dat hij de Koninklijke Vlag gebruikte en dat zijn kapiteins twee vlaggen gebruikten die door de admiraal op alle schepen werden gedragen, elk met een groen kruis in het midden en een 'F' en 'Y'. ', ook in het groen, met een gouden kroon voor Ferdinand II van Aragon en Isabella I van Castilië. De conquistadores onder controle van Juan Ponce de León veroverden het eiland. Ze claimden de "Spaanse vlag van ontdekking" als militaire vlag. Nadat het eiland was veroverd en gekoloniseerd, werd de vlag van Spanje in Puerto Rico gebruikt, net als in alle andere Spaanse koloniën.
Toen de Spaanse troepen zich op het eiland vestigden, begonnen ze met militaire vestingwerken zoals La Fortaleza, Kasteel San Filipe del Morro, Kasteel de San Christóbal en Fort de San Gerónimo. Het Spaanse leger ontwierp de vlag van het Bourgondische Kruis en adopteerde deze als standaard. Deze vlag werd overal getoond waar een Spaans militair establishment was.

## De eerste vlag van Puerto Rico

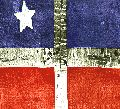
Een foto van de Lares Revolutionaire Vlag uit 1868, ook wel bekend als de "Eerste Puerto Ricaanse Vlag".

De onafhankelijkheidsbeweging in Puerto Rico kwam in een stroomversnelling dankzij het bevrijdingssucces van Simón Bolívar en José de San Martín in Zuid-Amerika. In 1868 vroeg Ramón Emeterio Betances, een lokale onafhankelijkheidsleider, Mariana Bracetti om een revolutionaire vlag te breien naar het model van de vlag van de Dominicaanse Republiek. Het materiaal voor de vlag werd geleverd door Edugivis Beauchkamp Sterling, die eerder door Betances was aangesteld als penningmeester van de revolutie. De vlag is in het midden verdeeld door een wit Latijns kruis, waarbij de onderste twee blokken rood zijn en de bovenste blauw met een witte ster in de schildhoek. Volgens Luis Lloréns Torres, een Puerto Ricaanse dichter, vertegenwoordigt het witte kruis het verlangen naar verlossing van het land, vertegenwoordigen de rode blokken het bloed van de helden van de rebellie en vertegenwoordigt de witte ster in het blauwe vierkant vrijheid. De "Revolutionaire Vlag van Lares" werd gebruikt tijdens de kortstondige opstand tegen Spanje in wat bekend werd als El Grito de Lares (De roep van Lares). De vlag werd uitgeroepen tot nationale vlag van de "Republiek Puerto Rico" door Francisco Ramírez Medina, die werd beëdigd als de eerste president van Puerto Rico. De vlag werd op het altaar van de katholieke kerk in Lares geplaatst. De originele Lares-vlag werd door een Spaanse officier meegenomen als oorlogsprijs. Vele jaren later werd het teruggegeven en overgedragen aan het Puerto Ricaanse volk. Het is momenteel te zien in het museum van de Universiteit van Puerto Rico.
In 1873, na de troonsafstand van Amadeus, hertog van Aosta, als koning (1870-1873) en met de bekering van Spanje van koninkrijk naar republiek, gaf de Spaanse regering een nieuwe koloniale vlag uit voor Puerto Rico. De nieuwe vlag, die tot 1873 werd gebruikt, was vergelijkbaar met de vlag van Spanje met het wapen van Puerto Rico in het midden. Met het herstel van het Spaanse koninkrijk in 1873 werd de Spaanse vlag opnieuw gebruikt in Puerto Rico. Dit duurde tot 1898, toen het eiland eigendom werd van de Verenigde Staten onder de voorwaarden van de Vrede van Parijs (1898) in de nasleep van de Spaans-Amerikaanse Oorlog.

## Geschiedenis van de huidige vlag

### Oorsprong

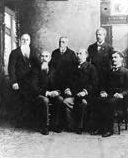
Puerto Ricaans Revolutionair Comité
(staand L-R) Manuel Besosa, Aurelio Méndez Martínez en Sotero Figueroa (zittend links) Juan de M. Terreforte, D. Jose Julio Henna en Roberto H. Todd

Juan de Matta Terreforte, een leider van de Grito de Lares-opstand die samen met Manuel Rojas vocht, werd verbannen naar New York. Hier trad hij toe tot het Revolutionaire Comité van Puerto Rico en werd benoemd tot vicepresident. Terreforte en de leden van het Revolutionaire Comité adopteerden de vlag van Lares als hun vaandel. In 1892 werd het huidige ontwerp van de vlag van Puerto Rico aan de commissie gepresenteerd. Het ontwerp van de nieuwe vlag werd toegeschreven aan verschillende Puerto Ricanen die lid waren van het Revolutionaire Comité in New York.
Volgens sommige bronnen presenteerde Francisco Gonzalo Marín in 1895 een prototype ter acceptatie aan het Revolutionair Comité in New York. Sindsdien wordt Marín door sommigen beschouwd als de ontwerper van de vlag. Er is een brief, geschreven door Terreforte, waarin Marín de eer krijgt voor het ontwerp. De originele inhoud van de brief in het Spaans luidt als volgt:
“La adopción de la bandera cubana con los colores invertidos me fue sugerida por el insigne patriota Francisco Gonzalo Marín en una carta que me escribió desde Jamaica. Yo hice la proposición a los patriotas puertorriqueños que asistieron al mitin de Chimney Hall y fue aprobada unánimemente.”
Vertaald in het Nederlands luidt het als volgt: De aanpassing van de Cubaanse vlag met de omgekeerde kleuren werd voorgesteld door de patriot Francisco Gonzalo Marín in een brief die hij vanuit Jamaica schreef. Ik presenteerde het voorstel aan verschillende Puerto Ricaanse patriotten tijdens een bijeenkomst in Chimney Hall en het werd unaniem aanvaard.
Volgens andere verhalen was Antonio Vélez Alvarado op 12 juni 1892 in zijn appartement in Manhattan, waar hij een tijdje naar de Cubaanse vlag keek. Hij verplaatste zijn blik naar een blinde muur waar hij een optische illusie zag waarin de kleuren waren omgekeerd. Hij ging meteen naar een winkel waar hij papier kocht en een prototype maakte. Hij gaf het prototype aan zijn buurvrouw Micaela Dalmau vda. de Carreras en zijn gast, José Martí, afgebeeld. Martí was onder de indruk van het prototype en vermeldde het in een artikel in Patria, de krant van de Cubaanse revolutie. Hij besloot een stoffen model van de vlag te maken om er meer steun voor te krijgen. Dit stoffen model werd twee jaar later in de Chimney Corner Hall in New York aan een groep voorstanders van onafhankelijkheid gegeven. De Puerto Ricaanse vlag is het symbool geworden van de idealen van de Puerto Ricaanse onafhankelijkheidsbeweging.

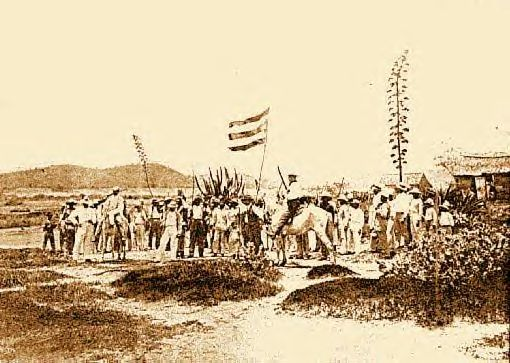
Vlag getoond door Fidel Vélez en zijn mannen tijdens de opstand "Intentona de Yauco".

In een brief geschreven door Mima Besosa, de dochter van Manuel Besosa van het Revolutionaire Comité, wordt vermeld dat zij de vlag heeft gemaakt. Dit leidde tot het idee dat haar vader de ontwerper zou kunnen zijn. In haar brief beschreef ze de vlag als bestaande uit vijf horizontale strepen, afwisselend rood en wit, waarvan drie strepen rood en twee wit waren. Aan de linkerkant van de vlag staat een lichtblauwe driehoek met daarin een vijfpuntige ster. De drie rode rijstroken vertegenwoordigen het bloed van de heldhaftige krijgers, de twee witte rijstroken vertegenwoordigen de overwinning en vrede na het verkrijgen van onafhankelijkheid. De witte ster vertegenwoordigt Puerto Rico en de blauwe vertegenwoordigt de lucht en het water rondom het eiland. De driehoek vertegenwoordigt de drie takken van de overheid. Ten slotte geloven sommigen ook dat Lola Rodríguez de Tío suggereerde dat de Puerto Ricanen de Cubaanse vlag met verwisselde kleuren zouden gebruiken als model voor haar eigen vlag.
Hoewel de plaatselijke krant "El Imparcial" op 17 januari 1948 vermeldde dat Vélez Alvarado de vader is van de Puerto Ricaanse vlag, zal het niet duidelijk zijn wie de vlag werkelijk heeft ontworpen. Wat echter bekend is, is dat het Puerto Ricaanse Revolutionaire Comité het ontwerp van de huidige vlag op 22 december 1895 officieel heeft aangenomen. In 1897 bezocht Antonio Mattei Lluberas het Revolutionaire Comité in New York om een opstand in Yauco te plannen. Hij keerde terug naar Puerto Rico met een Puerto Ricaanse vlag en op 24 maart 1897 droeg een groep mannen onder leiding van Fidel Vélez de Puerto Ricaanse vlag en viel de kazerne van de Spaanse burgermacht in Yauco aan tijdens de opstand tegen de Spaanse bezetting. Deze strijd werd bekend als de poging tot staatsgreep van Yauco. De opstand, de tweede en laatste grote aanval op de Spanjaarden op het eiland, was de eerste keer dat de Puerto Ricaanse vlag op Puerto Ricaans grondgebied werd gebruikt.

### De Puerto Ricaanse vlag is verboden

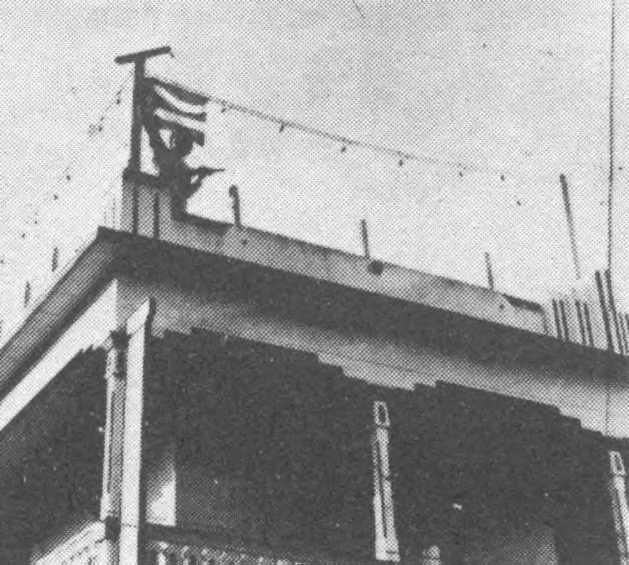
De Puerto Ricaanse vlag wordt verwijderd door een soldaat na de Jayuya-opstand van 1950.

Van 1898 tot 1952, na de annexatie van Puerto Rico op 10 december 1898 door de Verenigde Staten, was het een misdrijf om de Puerto Ricaanse vlag in het openbaar te tonen. De enige vlag die legaal op het eiland mocht worden getoond, was de vlag van de Verenigde Staten. De Puerto Ricaanse vlag werd echter vaak gebruikt op politieke bijeenkomsten van de pro-onafhankelijkheidspartij, de Liberale Partij van Puerto Rico, en in oppositie door de Puerto Ricaanse Nationalistische Partij. In 1932 gebruikte de Nationalistische Partij de vlag als embleem tijdens verkiezingen en tijdens hun marsen. De Puerto Ricaanse wetgevende macht onder leiding van de toenmalige president van de Puerto Ricaanse Senaat Luis Muñoz Marín keurde op 21 mei 1948 wetgeving goed die bekend staat als Act 53, die het illegaal maakte om de Puerto Ricaanse vlag te tonen, een patriottisch Puerto Ricaans zanglied en te praten over de onafhankelijkheid van de staat. eiland. Op 10 juni 1948 werd Jesús T. Piñero benoemd tot gouverneur van Puerto Rico en ondertekende hij het wetsvoorstel dat bekend werd als de "Ley de la Mordaza" (snuitwet). Later dat jaar mochten Puerto Ricanen een gouverneur kiezen, waarna Luis Muñoz Marín werd gekozen. Tijdens de Juyaya-opstand van 1950 tegen de Amerikaanse overheersing hieven leden van de Nationalistische Partij de Puerto Ricaanse vlag bovenop het stadhuis. Het werd later verwijderd door een Amerikaanse soldaat.

### Goedkeuring van de Puerto Ricaanse vlag

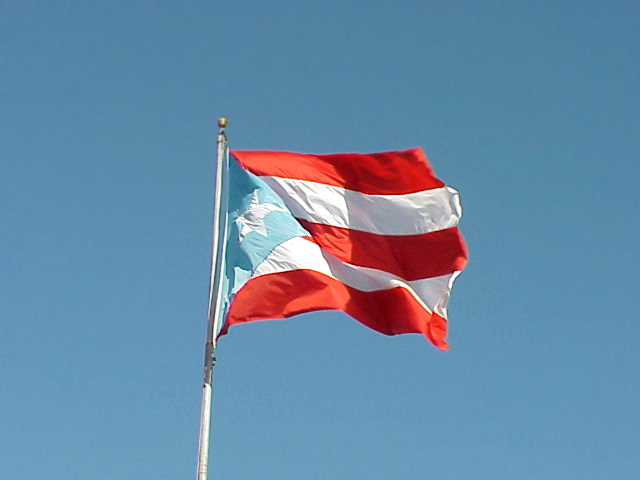
Een wapperende Puerto Ricaanse vlag

In 1952 adopteerden gouverneur Luis Muñoz Marín en zijn regering de Puerto Ricaanse vlag, ontworpen in 1892, en riepen deze uit tot de officiële vlag van Puerto Rico. De officiële adoptie van de vlag werd door sommigen geïnterpreteerd als een truc van Muñoz Marín om de onafhankelijkheidsbeweging in zijn eigen partij te neutraliseren. Er waren enkele verschillen tussen de originele vlag uit 1892 en die uit 1952 en de betekenis van de kleuren werd officieel gewijzigd. De witte rijstroken stonden voor de republikeinse regeringsvorm en niet voor de overwinning en vrede die Puerto Rico na de onafhankelijkheid zou moeten behalen. Het blauw van de driehoek in de originele vlag werd veranderd in een donkerdere kleur om op de vlag van de Verenigde Staten te lijken en om afstand te creëren met de revolutionaire wortels van de vlag. Voor Pedro Albizu Campos, de nationalistische leider, was de weergave van de vlag door de regering een ontheiliging, terwijl de Puerto Ricaanse Onafhankelijkheidspartij de regering ervan beschuldigde de "geliefde symbolen" te beschadigen. In 1995 hervatte de regering het gebruik van de lichtblauwe versie.

### Symbool van trots, verzet en protest

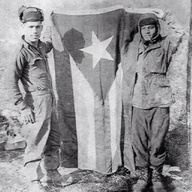
Twee leden van de 65e Infanterie poseren met de vlag tijdens de Koreaanse Oorlog

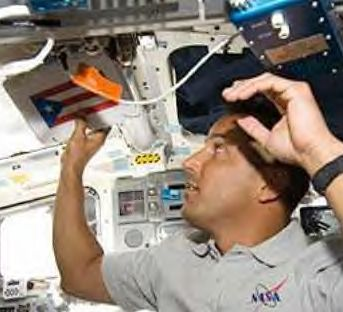
Astronaut en hydroloog Joseph M. Acabá, met de vlag van Puerto Rico aan boord van de Discovery op 15 maart 2009

Ook is de vlag meerdere malen gebruikt als symbool van verzet en protest. Bij de aanval op het Huis van Afgevaardigden van de Verenigde Staten in 1954, uit protest tegen de Amerikaanse regering van het eiland, riep Lolita Lebrón, de nationalistische leider, "¡Viva Puerto Rico Libre!" ("Lang leve een vrij Puerto Rico!") En ontvouwde de vlag van Puerto Rico. Op 5 november 2000 liepen Tito Kayak en vijf andere activisten uit Vieques naar de hoogste verdieping van het Vrijheidsbeeld in New York en plantten een Puerto Ricaanse vlag in de kroon van het standbeeld uit protest tegen het gebruik van het eiland Vieques. door de United States Navy als bombardementsterrein.
Op 15 maart 2009 waren er tijdens zijn vlucht naar de ruimte verschillende Puerto Ricaanse vlaggen aan boord van de Discovery. Joseph M. Acabá, de eerste astronaut van Puerto Ricaanse afkomst en toegewezen aan de bemanning van STS-119 als Mission Special Educator, droeg een Puerto Ricaanse vlag als symbool van zijn Puerto Ricaanse afkomst. Acaba overhandigde twee van de vlaggen die zich in juni 2009 in de ruimte bevonden aan gouverneur Luis Fortuño en Kenneth McClintock, de minister van Buitenlandse Zaken.
Het is ook het onderwerp van het nummer "Que Bonita Bandera" ("Wat een mooie vlag"), geschreven in 1968 en populair werd door de Puerto Ricaanse zanger Florencio "Ramito" Morales Ramos. Acabá verzocht dat de bemanning op 19 maart 2009 (de vijfde dag), tijdens de ruimtevlucht, gewekt zou worden met dit lied, gezongen door Jose Gonzalez en Banda Criolla.

## Ontwerp
De verhouding van de horizontale banen is 6:6:6:6:6, de blauwe driehoek aan de mastzijde is een gelijkbenige driehoek en de vijfpuntige ster staat precies in het midden van de driehoek.

## Politieke vlaggen van Puerto Rico

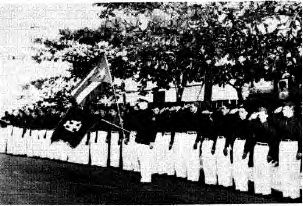
Kadetten van de Republiek, onder bevel van Raimundo Díaz Pacheco, met de nationalistische en Puerto Ricaanse vlaggen

Gedurende de politieke geschiedenis van Puerto Rico hebben verschillende partijen vlaggen ontworpen en gevlogen die hun idealen vertegenwoordigen. Politieke vlaggen in Puerto Rico worden meestal getoond op openbare bijeenkomsten, vergaderingen of processies als blijk van politieke kracht en eenheid. De vlag van de Puerto Ricaanse Nationalistische Partij heeft in het midden een wit Calatrava-kruis, ook wel het Krukkenkruis genoemd, op een zwarte achtergrond. Het kruis van Calatrava werd voor het eerst gebruikt door de kruisvaarders van Calatrava en later ook door de Franse revolutionairen. De zwarte achtergrond vertegenwoordigt de rouw om de Puerto Ricaanse natie in koloniale gevangenschap. De vlag werd meestal getoond door de Kadetten van de Republiek, ook wel bekend als de Zwarthemden (Camisa Negras), in navolging van hun uniformen. Af en toe voert de Nationalistische Partij ook de Puerto Ricaanse vlag met de lichtblauwe driehoek die tussen 1898 en 1952 verboden was. De drie belangrijkste politieke partijen van Puerto Rico zijn de Nieuwe Progressieve Partij, met een vlag waarop een blauwe palmboom staat in het midden van een witte achtergrond; de Democratische Volkspartij, met een vlag waarop een rood silhouet van een Puerto Ricaanse boer (jíbaro) midden op een witte achtergrond staat; en de Onafhankelijkheidspartij, met een vlag met een wit Scandinavisch kruis op een groene achtergrond. Het witte kruis symboliseert het christendom en zuiverheid en het groen symboliseert hoop. De Partij van Puerto Ricanen voor Puerto Rico heeft een lichtbruine Coquí (een soort kikker) als logo met de woorden "Por Puerto Rico" ("Voor Puerto Rico") in het midden. Een andere politieke vlag is die van het Boricua Volksleger, ook wel bekend als "Los Macheteros", een ondergrondse onafhankelijkheidsgroep.
| Vlag van de Nationalistische Partij | Vlag van de Onafhankelijkheidspartij |

## Historische vlaggen
Hieronder staan historische vlaggen met betrekking tot Puerto Rico:
| Historische vlaggen                             | Historische vlaggen                                  | Historische vlaggen                                                                       | Historische vlaggen                                  |
| ----------------------------------------------- | ---------------------------------------------------- | ----------------------------------------------------------------------------------------- | ---------------------------------------------------- |
| · ? Vlag van het koninkrijk Castilië (1492)     | · ? Bourgondische kruisvlag (Spaanse militaire vlag) | · ? Vlag van Spanje (1701–1793) in forten en kastelen                                     | · ? Revolutionaire vlag van Lares (1868)             |
| · ? Spaanse koloniale vlag (1873-1875)          | · ? Vlag van Spanje (1793-1873, 1875-1898)           | · ? Spaans-Amerikaanse oorlogsvlag Vlag van het Battalón Provisional No. 3 de Puerto Rico | · ? Vlag van de Eerste Spaanse Republiek (1873-1874) |
| · ? Amerikaanse vlag met 45 sterren (1898-1908) | · ? Amerikaanse vlag met 46 sterren (1908-1912)      | · ? Amerikaanse vlag met 48 sterren (1912-1959)                                           | Oorspronkelijke Puerto Ricaanse vlagontwerp uit 1892 |

## Vlaggen van gemeenten
Elke gemeente van Puerto Rico, inclusief de eilanden Culebra en Vieques, heeft een vlag die de regio en haar inwoners vertegenwoordigt. De kleuren en ontwerpen van de vlaggen variëren soms. Op sommige vlaggen staan wapenschilden en afbeeldingen of voorwerpen die verband houden met de regio, zoals een vogel, dier of bijzondere plant, zoals in het geval van Lares. In 1952 nam de gemeenteraad de revolutionaire vlag van Lares als officiële vlag aan. De barrios (wijken) van de gemeente Caguas hebben ook hun eigen vlaggen.
Veel van de gemeentelijke vlaggen van Puerto Rico zijn een eerbetoon aan de Cacíques van de Taíno-stammen (de inheemse Puerto Ricaanse stam) die het eiland regeerden vóór de komst van de Spanjaarden. De vlag van Utuado bevat bijvoorbeeld een Taino-zon ter ere van de Chief Taíno Cacique Agüeybaná. De naam Agüeybaná betekent "De Grote Zon". Andere vlaggen zoals die van San Germán bevatten een muurkroon. De kroon is een eerbetoon aan de plaatselijke calciques die over het gebied regeerden.
| Vlaggen van gemeenten | Vlaggen van gemeenten | Vlaggen van gemeenten | Vlaggen van gemeenten |
| --------------------- | --------------------- | --------------------- | --------------------- |
| Adjuntas              | Aguada                | Aguadilla             | Aguas Buenas          |
| Aibonito              | Añasco                | Arecibo               | Arroyo                |
| Barceloneta           | Barranquitas          | Bayamón               | Cabo Rojo             |
| Caguas                | Camuy                 | Canóvanas             | Carolina              |
| Cataño                | Cayey                 | Ceiba                 | Ciales                |
| Cidra                 | Coamo                 | Comerío               | Corozal               |
| Culebra               | Dorado                | Fajardo               | Florida               |
| Guánica               | Guayama               | Guayanilla            | Guaynabo              |
| Gurabo                | Hatillo               | Hormigueros           | Humacao               |
| Isabela               | Jayuya                | Juana Díaz            | Juncos                |
| Lajas                 | Lares                 | Las Marías            | Las Piedras           |
| Loíza                 | Luquillo              | Manatí                | Maricao               |
| Maunabo               | Mayagüez              | Moca                  | Morovis               |
| Nagüabo               | Naranjito             | Orocovis              | Patillas              |
| Peñuelas              | Ponce                 | Quebradillas          | Rincón                |
| Río Grande            | Sabana Grande         | Salinas               | San Germán            |
| San Juan              | San Lorenzo           | San Sebastián         | Santa Isabel          |
| Toa Alta              | Toa Baja              | Trujillo Alto         | Utuado                |
| Vega Alta             | Vega Baja             | Vieques               | Villalba              |
| Yabucoa               | Yauco                 |                       |                       |

## Olympische vlag

Vlag van Puerto Rico voor de Olympische Zomerspelen 1948 en die van 1952.

Op de Olympische Zomerspelen 1948 marcheerde het Puerto Ricaanse team achter een witte vlag met het Grootzegel van Puerto Rico in het midden en de legende "PUERTO RICO" in rood erboven. De huidige vlag van Puerto Rico werd gelegaliseerd tijdens de Olympische Zomerspelen 1952 en het Puerto Ricaanse team begon hem meteen te gebruiken.